# Сари
 Тази статия е за дрехата.  За иранския град вижте Сари (Иран).  
Сари е традиционна женска дреха, която се носи из целия индийски субконтинент вкл. Индия, Бангладеш, Непал, Пакистан и Шри Ланка. Представлява дълго парче плат (между 5 и 10 метра), обикновено увито около талията с единия край наметнат над рамото. Съществуват над 90
стила на носене на дрехата, както и различни начини на шиене. Сарито се носи заедно с къса блуза или корсаж, наречена чоли.
Най-предпочитаният цвят на сватбено сари е червеният. Материите варират от памук, коприна, сатен до синтетични влакна като креп и шифон. Традиционното сватбено сари е в червено и зелено със златни нишки и мотиви, днес се срещат разновидности в различни форми и цвят. Този вид сари също се намира в различни разновидности, базирани на регионалните стилове.

## Етимология
Преведена от санскрит, думата означава „парче плат“ – śāṭikā. Споменавана е в най-ранната индуистка литература като дамско облекло. Думата за дрехата, носена под сарито, чоли, също се е видоизменила от първичния термин – stanapaṭṭa. Дрехата се назовава с името „паркар“ на маратхийски, „улпавадаи“ на Тамил и „саиа“ на Бенгалски.

## Произход и история
Историята на ефирното облекло може да се проследи от времето на Индските цивилизации, през 2800 – 1600 г. пр.н. Памукът е бил първо култивиран в Индия през петото хилядолетие пр.н.е. Боите, използвани за драперията, се срещат и днес – индиго, куркума, шеллак и други. Коприната е започнала да бъде тъкана няколко хилядолетия по-късно.
За първи път дрехата е спомената в Риг Веда, една от четирите свещени веди, която датира от 3000 г. пр.н.е. Структурата на сарито се е променила спрямо предишния си вид, съставен от три части – долна част, воал, наметнат над главата, и корсет. Тази разновидност на сарито е спомената в Будистката литература и на санскрит през 6 век пр.н.е. Този ансамбъл от три части е бил наричан „пошак“, думата от урду за костюм.
В антична Индия жените носели сарита, разкриващи коремната област, въпреки че някои писатели на жанра „Дамашатра“ изказват мнение, че тази част от женското тяло не бива да бъде на показ. Вследствие показването на корема е станало тема табу и жените са прикривали тази област с дрехите си. Други епоси твърдят, че през периода на 3 век пр.н.е и 6 век след новата ера в Южна Индия е носена дреха от една част, изпълняваща ролята на горно и долно облекло. Подобен вид дреха се откроява в някои от картините на Раджа Рави Варма в Керала.
Блузата под сарито, чоли, се е видоизменяла от 2в. пр.н.е до 6в.пр.н.е. в разнообразни регионални стилове. Ранните корсажи са покривали предната част и връзвани отзад, този стил е бил популярен в антична Северна Индия. Тази форма на чоли е популярна и днес в щата Раджастан. Стилове на декоративна традиционна бродерия като gota patti се шият върху дрехите.

## Стилове в различни държави

### Бангладеш
В Бангладеш сарито е национална женска дреха, носена на празници и специални поводи. В ежедневието си днес все повече жени предпочитат да носят шалвари или западни дрехи. Сарито е считано като дрескод и в новините, образователни и работни институции.

### Шри Ланка
Носят се два най-популярни стила на сари – индийски и кандийски, който е по-разпространен в хълмистия регион на страната Канди, от където идва името му. Кандийският стил на сари включва блуза, напълно покриваща корема и частично подпъхната отпред. В резултат на модерните движения, повечето жени оставят абдоминалната област разкрита. Този стил е официалната униформа на стюардесите от авеолиниите SriLankan airlines.

### Непал
Сарито е най-често носената дреха от жените в Непал. Облеклото се състои от сари, обвито около кръста и шал, покриващ горната половина от драперията.

### Пакистан
Саритата са често носена дреха в Пакистан, въпреки че шалварите са носени на ежедневна основа. Дрехата често може да бъде срещната в метрополитните градове Карачи и Ислямабад, носена е на официални поводи като сватба или в бизнес среда. Сарито е носено и от много мюсюлманки в Синд с цел показ на по-висок статус. Дрехата се носи и от индуистите в Пакистан.